# Vasyl Ivanovych Khmelnytskyi
Vasyl Ivanovych Khmelnytskyi (tiếng Ukraina: Василь Іванович Хмельницький; sinh ngày 10 tháng 9 năm 1966,) là một chính khách và doanh nhân Ukraina. Ông từng giữ chức vụ Đại biểu Nhân dân Ukraina trong 2 giai đoạn, lần thứ nhất là từ năm 1998 đến năm 2002 và lần thứ hai là từ năm 2006 đến năm 2014. Ông là người sáng lập công ty holding UFuture.

## Tiểu sử
Khmelnytskyi sinh ra tại làng Bayanaul, tỉnh Pavlodar, Kazakhstan. Cha ông là một người lái máy kéo, còn mẹ ông là một thợ sơn nhà.
Năm 1984, ông tốt nghiệp trường dạy nghề kỹ thuật, chuyên môn thợ hàn lắp máy tại thành phố Vatutine, tỉnh Cherkasy. Từ năm 1987 đến năm 1991, sau quá trình phục vụ trong lục quân Xô viết, ông làm thợ hàn điện khí và quản đốc tại một xí nghiệp xây dựng và lắp ráp ở Leningrad (nay là Sankt-Peterburg). Từ năm 1991 đến năm 1998, ông từng giữ các chức vụ: Trưởng phòng Phân tích thông tin tại Liên doanh Xô-Mỹ Orimi Wood (Leningrad), Giám đốc điều hành tại Công ty Cổ phần Danapris, Trưởng phòng Phân tích Thông tin tại Công ty Cổ phần Real-Group. Năm 2002, ông tốt nghiệp khoa Luật, Đại học Quốc gia Taras Shevchenko Kyiv.

## Kinh doanh và đầu tư
Khmelnytskyi bắt đầu xây dựng đế chế kinh doanh của mình từ các lĩnh vực truyền thống, như bất động sản và cơ sở hạ tầng, sau đó dần lấn sân sang các lĩnh vực khác như sản xuất dược phẩm, năng lượng tái tạo và công nghệ cao và đổi mới.
Từ năm 2004 đến năm 2008, ông đầu tư mạnh trên nhiều lĩnh vực, liên tục thực hiện nhiều thương vụ mua bán. Năm 2006, ông đã thực hiện thương vụ bán phần lớn cổ phần của mình tại nhà máy luyện kim Zaporizhstal. Thương vụ này đã mang về cho Khmelnytskyi 400 triệu đô la Mỹ.

Ông đã giải thích cho lý do thực hiện thương vụ tại Zaporizhstal như sau: 
«Khi tôi nhận ra rằng Trung Quốc đã chọn phương án phát triển sản xuất thép, rõ ràng là chẳng bao lâu nữa sẽ không còn chỗ cho bất kỳ ai khác trong ngành công nghiệp này»
Năm 2013, tạp chí Focus ước tính khối tài sản của Vasily Khmelnytsky là 888,6 triệu đô la Mỹ (xếp thứ 21 trong Bảng xếp hạng 200 người giàu nhất Ukraina). Năm 2015, Forbes xếp Khmelnytskyi thứ 35 trong danh sách 100 người giàu nhất của Forbes với khối tài sản 148 triệu đô la Mỹ. Theo đánh giá của tạp chí Korrespondent, ông xếp thứ hạng 73 trong danh sách những người có ảnh hưởng nhất của Ukraina.
Vasyl Khmelnytskyi trở thành phó chủ tịch Liên đoàn Nhà công nghiệp và Doanh nhân Ukraina (ULIE) năm 2014. Từ năm 2015, với tư cách phó chủ tịch thứ nhất của tổ chức, ông đã có những hoạt động tích cực trong việc thúc đẩy Ukraina trên trường toàn cầu, thu hút đầu tư, công nghệ và chuyên môn nước ngoài vào Ukraina, phát triển các dự án sản xuất và dự án tầm khu vực. Vào đầu năm 2019, ông ngưng giữ chức vụ này tại ULIE để tập trung hoàn toàn vào việc phát triển các dự án kinh doanh và xã hội của công ty holding UFuture.
Tại Hội nghị thượng đỉnh Kinh doanh châu Âu vào ngày 2 tháng 6 năm 2016, Vasyl Khmelnytskyi đã trình bày trước hội nghị một chiến lược phát triển cho các vùng của Ukraina, được thí điểm thực hiện tại thành phố Bila Tserkva, tầm nhìn đến năm 2025. Mục tiêu của dự án do ông đề xuất là thu hút đầu tư 250 triệu đô la Mỹ, tạo ra 7000 việc làm, một khu công nghiệp, một cụm công nghệ và một vườn ươm doanh nghiệp.
Vào ngày 16 tháng 6 năm 2016 tại Bắc Kinh, ông đã tham gia thành lập Liên minh Công nghiệp và Thương mại Vành đai và Con đường (BRICA).
"Chúng tôi luôn ưa thích làm việc trong quan hệ đối tác. Chúng tôi tin rằng điều này làm giảm rủi ro và tăng doanh thu. Hầu như trong tất cả các dự án, từ 25% đến 60% là thuộc về các đối tác của chúng tôi" - V. Khmelnytsky, Kommersant Ukraine.
"Dự định của chúng tôi là các đối tác của chúng tôi xem đất nước của chúng tôi không chỉ là khu vực trung chuyển để cung cấp hàng hóa cho châu Âu, mà còn là nền tảng để tạo ra các ngành công nghiệp mới", Vasyl Khmelnytsky, Phó chủ tịch thứ nhất của ULIE, tại Bắc Kinh cho biết.
Trong thời gian tham gia ULIE, Khmelnytskyi đã quan sát quá trình thúc đẩy tiềm năng đầu tư của Ukraina, đặc biệt là thu hút vốn nước ngoài và các giải pháp và phát triển các dự án khu vực. Ông là người đề xuất xây dựng các doanh nghiệp sản xuất công nghiệp hiện đại mới và các khu công nghiệp mới trong nước.
Ông là cổ đông lớn tại công ty UDP. Tính đến năm 2018, công ty UDP đã khởi động các dự án xây dựng với diện tích hơn 3 triệu mét vuông và đã trở thành một trong những nhà phát triển bất động sản và doanh nghiệp cơ sở hạ tầng lớn nhất tại Ukraina. Một vài dự án xây dựng tiêu biểu của công ty có thể kể đến như Ocean Plaza Mall, Novopecherski Lypky, Boulevard of Fountains, RiverStone và khu phức hợp dân cư Parkove Misto.
Bên cạnh UDP, tập đoàn cũng sở hữu và vận hành Kyiv International Airport (Zhuliany), Tập đoàn RTM-Ukraine, cũng như là nhà điều hành hệ thống quảng cáo ngoài trời trên toàn Ukraina và khu công nghiệp tại Bila Tserkva. Ngoài các dự án thương mại, Vasyl Khmelnytskyi còn hỗ trợ nhiều sáng kiến xã hội trong lĩnh vực giáo dục và kinh tế với mục tiêu thúc đẩy khả năng cạnh tranh của Ukraina trên thị trường thế giới, chẳng hạn như, công viên đổi mới UNIT.City và LvivTech.City, UNIT Factory cho mục đích giáo dục (Nhà máy CNTT quốc gia Ukraina). Ông còn tài trợ cho các dự án của tổ chức phi lợi nhuận Osvitoriya như trường Novopechersky tại Kyiv và nền tảng trực tuyến iLearn trẻ em mồ côi và có hoàn cảnh khó khăn; dự án xuất bản K.Fund Books; Trường Doanh nghiệp Vừa và Nhỏ (SME School), Viện Học tập Ukraina (LIU) và K.Fund Media.
Vasyl Khmelnytskyi đồng thời là chủ tịch ban Thanh tra tại Đại học Kỹ thuật Quốc gia "Viện Bách khoa Kharkiv".
Năm 2017, tập san Novoye Vremya của Ukraina xếp ông ở thứ hạng 36 trong danh sách 100 người Ukraina giàu nhất với khối tài sản 114 triệu đô la Mỹ.
Tính đến tháng 7 năm 2018, giá trị tài sản thuộc về công ty mẹ Ufuture là 750 triệu đô la Mỹ.
Ông và các đối tác đã đầu tư 42 triệu đô la Mỹ vào cơ sở nghiên cứu và sản xuất của Biopharma LLC. Khu phức hợp do ông đầu tư đã được khai trường vào mùa hè năm 2018.

## Hoạt động chính trị
Ông là Đại biểu Nhân dân Ukraina bốn khóa. Ông được bầu vào Verkhovna Rada lần đầu vào năm 1998, với tư cách đảng viên Đảng Xanh Ukraina. Trong cuộc bầu cử quốc hội Ukraina năm 2002, ông tiếp tục tranh cử vào Verkhovna Rada tại khu vực bầu cử 82 của Ukraina với tư cách chính khách phi đảng phái. Bốn năm sau, trong cuộc bầu cử quốc hội Ukraina năm 2006, ông một lần nữa được bầu vào Verkhovna Rada, lần này là với tư cách thành viên của khối Yuliya Tymoshenko. Trong cuộc bầu cử quốc hội Ukraina năm 2007, ông tiếp tục đắc cử, với tư cách đảng viên của đảng Các khu vực. Trong cuộc bầu cử quốc hội Ukraina năm 2012, Khmelnytskyi xếp thứ tự 37 trong danh sách đắc cử theo diện bầu trên toàn quốc đại diện cho đảng Các khu vực. Ông tham gia các hoạt động chính trị với tư cách thành viên của nhóm đại biểu Sovereign European Ukraine.
Ông đã không đứng ra ứng cử trong cuộc bầu cử quốc hội Ukraina năm 2014. Ông là một trong những đại biểu bỏ phiếu ủng hộ "Luật chống biểu tình ở Ukraina" vào tháng 2 năm 2014. Ông rời chính trường từ năm 2015. Kể từ tháng 6 năm 2018, ông không còn là thành viên của bất cứ đảng phái chính trị nào.

## Gia đình
- Vợ – Zoya Lytvyn, người đứng đầu tổ chức phi lợi nhuận Osvitoria
- Con trai: Oleksandr (sinh năm 1993), Ivan (sinh năm 2007).